# 山本尤
山本 尤（やまもと ゆう、1930年11月25日 - 2015年7月23日）は、日本のドイツ文学者、京都府立医科大学名誉教授。専攻はドイツ文学、思想史。
兵庫県西宮市生まれ。1955年名古屋大学文学部独文科卒業。1971年神戸大学講師、助教授、京都府立医科大学教授。1994年定年、名誉教授。2009年秋瑞宝中綬章受章。叙正四位。多くの翻訳を行った。

## 著書
- 『医学ドイツ語入門』南江堂 1978
- 『ナチズムと大学 国家権力と学問の自由』中公新書 1985
- 『ドイツ語 4 ドイツ語の魅力を探って』放送大学 1994
- 『近代とドイツ精神』未知谷 2000

### 翻訳
- 『ゴットフリート・ベン著作集 第1巻 文明論・社会批評・自伝』社会思想社 1972
- 『ドイツ総決算 1945年以降のドイツ現代史』アルフレート・グロセール 社会思想社 1981
- 『小さな狩 ある昆虫記』エルンスト・ユンガー 人文書院 1982
- 『ヒトラー神話の誕生 第三帝国と民衆』J.P.スターン 社会思想社(そしおぶつくす) 1983
- 『ヒトラー政権下の日常生活 ナチスは市民をどう変えたか』H.フォッケ/U.ライマー 鈴木直共訳 社会思想社(そしおぶっくす) 1984
- 『大学制度の社会史』ハンス=ヴェルナー・プラール 法政大学出版局(叢書・ウニベルシタス) 1988、新装版2015
- 『ドイツ文学の社会史 1918年から現代まで』ヤン・ベルクほか 三島憲一、保坂一夫、鈴木直共訳 法政大学出版局(叢書・ウニベルシタス) 1989
- 『ショーペンハウアー 哲学の荒れ狂った時代の一つの伝記』リュディガー・ザフランスキー 法政大学出版局(叢書・ウニベルシタス) 1990
- 『ハイデガーとナチズム』ヴィクトル・ファリアス 名古屋大学出版会 1990
- 『過去からの警告』エルヴィン・シャルガフ 内藤道雄共訳 法政大学出版局(叢書・ウニベルシタス) 1990
- 『ベンヤミン=ショーレム往復書簡 1933-1940』法政大学出版局(叢書・ウニベルシタス) 1990
- 『ナチスに権利を剥奪された人びと ヒトラー政権下の日常生活2』H.フォッケ/U.ライマー　伊藤富雄共訳 社会思想社 1992
- 『人間にはいくつの真理が必要か 疎外論から他者論へ』ザフランスキー 藤井啓司共訳 法政大学出版局(叢書・ウニベルシタス) 1992
- 『不可解な秘密 自然のための、そして自然に抗する戦いとしての科学』シャルガフ 内藤道雄共訳 法政大学出版局(叢書・ウニベルシタス) 1993
- 『未来批判  あるいは世界史に対する嫌悪』シャルガフ 伊藤富雄共訳 法政大学出版局(叢書・ウニベルシタス) 1994
- 『証人 言葉と科学についての省察』シャルガフ 内藤道雄共訳 法政大学出版局(叢書・ウニベルシタス) 1995
- 『ハイデガー ドイツの生んだ巨匠とその時代』ザフランスキー 法政大学出版局(叢書・ウニベルシタス) 1996
- 『懐疑的省察ABC 続・重大な疑問』シャルガフ 伊藤富雄共訳 法政大学出版局(叢書・ウニベルシタス) 1997
- 『批判理論の系譜学 両大戦間の哲学的過激主義』ノルベルト・ボルツ 大貫敦子共訳 法政大学出版局(叢書・ウニベルシタス) 1997、新装版2018
- 『最終解決 民族移動とヨーロッパのユダヤ人殺害』ゲッツ・アリー 三島憲一共訳 法政大学出版局(叢書・ウニベルシタス) 1998
- 『悪 あるいは自由のドラマ』ザフランスキー 法政大学出版局(叢書・ウニベルシタス) 1999
- ノルベルト・ボルツ『仮象小史 古代からコンピューター時代まで』法政大学出版局(叢書・ウニベルシタス) 1999
- 『ヘーゲル伝 哲学の英雄時代』ホルスト・アルトハウス 法政大学出版局(叢書・ウニベルシタス) 1999
- ボルツ『カオスとシミュレーション』法政大学出版局(叢書・ウニベルシタス) 2000
- 『ニーチェ その思考の伝記』ザフランスキー 法政大学出版局(叢書・ウニベルシタス) 2001
- 『ハイデガー拾遺 その生と思想のドキュメント』グイード・シュネーベルガー 未知谷 2001
- 『世界周航記』ゲオルク・フォルスター 三島憲一共訳 岩波書店「17・18世紀大旅行記叢書」 2002-2003
- 『カール・シュミットとユダヤ人 あるドイツ法学』ラファエル・グロス 法政大学出版局(叢書・ウニベルシタス) 2002
- 『自然・人間・科学 生化学者のアフォリズム』シャルガフ 伊藤富雄共訳 法政大学出版局(叢書・ウニベルシタス) 2002
- 『人間はどこまでグローバル化に耐えられるか』ザフランスキー 法政大学出版局(叢書・ウニベルシタス) 2003
- 『世界の読解可能性』ハンス・ブルーメンベルク 伊藤秀一共訳 法政大学出版局(叢書・ウニベルシタス) 2005
- 『ユンガー=シュミット往復書簡1930-1983』ヘルムート・キーゼル編 法政大学出版局 2005
- 『ルー・ザロメ回想録』ミネルヴァ書房「自伝文庫」 2006
- ユンガー『パリ日記』月曜社 2011

## 参考
- 訳書の紹介文